# Jacek Hankiewicz
Jacek Hankiewicz (ur. 22 grudnia 1965 w Krośnie) – polski badmintonista, trener, olimpijczyk z Barcelony 1992.

## Kariera
Zawodnik Poloneza Warszawa, SKB Suwałki. 
Wielokrotny medalista mistrzostw Polski:
- złoty
  - w grze pojedynczej w latach 1989, 1990, 1991, 1993,
  - w grze podwójnej w latach 1989, 1990, 1991, 1992, 1993, 1996,
- srebrny
  - w grze pojedynczej w latach 1992, 1994, 1995,
  - w grze podwójnej w latach 1994, 1995, 1998, 1999, 2005, 2006,
  - w grze mieszanej w latach 1987, 1988,
- brązowy
  - w grze pojedynczej w latach 1986, 1987, 1988, 1996, 2005
  - w grze podwójnej w latach 1986, 1987, 1988, 2001, 2002, 2003, 2004,
  - w grze mieszanej w roku 1989.

Na igrzyskach w Barcelonie wystartował w grze pojedynczej. Odpadł w eliminacjach.
Po zakończeniu kariery zawodniczej podjął pracę trenera. Przewodniczący Rady trenerów PZBad.